# Charles S. Fairchild
Charles Stebbins Fairchild (30. april 1842 – 24. november 1924) var en amerikansk politiker og advokat.
Han blev født i Cazenovia, New York til Sidney og Helen Fairchild. Han aflagde i 1863 sin grundeksamen ved Harvard College og i 1865 juristeksamen ved Harvard Law School. Han giftede sig i 1871 med Helen Lincklaen. Han var aktiv som advokat i advokatfirmaet Hand, Hale, Swartz & Fairchild.
Han gjorde tjeneste som stedfortrædende finansminister 1885-1887. Han repræsenterede ofte finansministeren Daniel Manning på grund af hans dårlige sundhed. Han efterfulgte Manning som finansminister og var i embedet til slutningen af Grover Clevelands første mandatperiode som USA's præsident. Fairchild var administrerende direktør for New York Security and Trust Company 1889-1904.
Hans grav findes på Evergreen Cemetery i Cazenovia.
| Efterfulgte: Daniel Manning | USA's finansminister 1887–1889 | Efterfulgtes af: William Windom |